# 长春文庙
长春文庙位于吉林省长春市南关区东头道街，自清代创建以来即为当地祭祀孔子的场所，现为吉林省文物保护单位。

## 历史沿革
- 清同治十一年（1872年），士绅朱琛捐资始建文庙。
- 清光绪二十年（1894年），长春知府杨同桂建文昌阁。
- 中华民国十三年（1924年），由长春县知事赵鹏第主持，各界募款三万八千元，对文庙重修和扩建。
- 中华人民共和国成立后，庙址改作东头道街小学校舍，原有建筑毁损严重，部分设施被拆除。
- 1985年，旧址被定为长春市级文物保护单位。
- 1987年，旧址升格为吉林省级文物保护单位。
- 2002年，由长春市政府出资对文庙进行了恢复重建。
- 2008年，文昌阁复建落成。[1]
- 2012年，由长春市政府出资对文庙进行了扩建。[2]

## 设施现状
扩建后的长春文庙占地一万多平方米，是一座由殿堂和门庑围合而成的三进院式仿古建筑群：由南向北依次为照壁、泮池、泮桥、钟楼、鼓楼、魁星楼、棂星门、大成门、东西配殿、大成殿、崇圣殿以及文昌阁组成，整体布局严谨，错落有致。
自2002年复建完成以来，长春文庙一直受到各界人士的广泛支持和关注，这里不仅常年进行相关展览，还多次举办祭孔活动，并设有开办国学讲座的“国学大讲堂”，现已成为传播和普及优秀传统文化的平台。

## 备注
1. ↑  [永久]
2. ↑  .   [2013-09-05]. （原始内容存档于2016-06-03）.
3. ↑  长春文庙 的存檔，存档日期2008-09-07.